# Président de l'État de Palestine
Le président de l'État de Palestine (en arabe : رَئِيسٌ, Raïs, « chef ») est la plus haute personnalité politique palestinienne et l'équivalent d'un chef de l'État pour l'Autorité palestinienne créée par les accords d'Oslo de 1993 jusqu'à sa dissolution et son absorption en 2013 par l'État de Palestine.

## Fonctions du président
Depuis février 2003, le président délègue une partie de ses pouvoirs au Premier ministre de Palestine.

## Désignation du président
Yasser Arafat fut le premier président de l'Autorité palestinienne à sa création en 1994.
Deux élections se sont tenues ensuite pour désigner le président de l'Autorité palestinienne : les élections générales de 1996 et l'élection présidentielle de 2005.

## Liste des titulaires
Les titulaires successifs de la fonction ont été : 
| N° | Portrait      | Titulaire (Naissance-mort) | Élection | Mandat           | Mandat           | Mandat                     | Parti politique | Parti politique |
| N° | Portrait      | Titulaire (Naissance-mort) | Élection | Début            | Fin              | Durée                      | Parti politique | Parti politique |
| -- | ------------- | -------------------------- | -------- | ---------------- | ---------------- | -------------------------- | --------------- | --------------- |
| 1  | Yasser Arafat | Yasser Arafat (1929-2004)  | 1996     | 20 janvier 1996  | 11 novembre 2004 | 8 ans, 9 mois et 22 jours  |                 | Fatah           |
| –  | Rauhi Fattouh | Rauhi Fattouh (né en 1949) | intérim  | 11 novembre 2004 | 15 janvier 2005  | 2 mois et 4 jours          |                 | Fatah           |
| 2  | Mahmoud Abbas | Mahmoud Abbas (né en 1935) | 2005     | 15 janvier 2005  | en fonction      | 20 ans, 2 mois et 26 jours |                 | Fatah           |